# Фантанеле (Констанца)
Фантанеле (рум. Fântânele) насеље је у Румунији у округу Констанца у општини Фантанеле. Oпштина се налази на надморској висини од 111 m.

## Становништво
Према подацима из 2011. године у насељу је живело 1679 становника.